# کوسواتتا
کوسواتتا (به لاتین: Koswatta) یک منطقهٔ مسکونی در سری‌لانکا است که در استان مرکزی (سری‌لانکا) واقع شده‌است.